# Dan Pohl

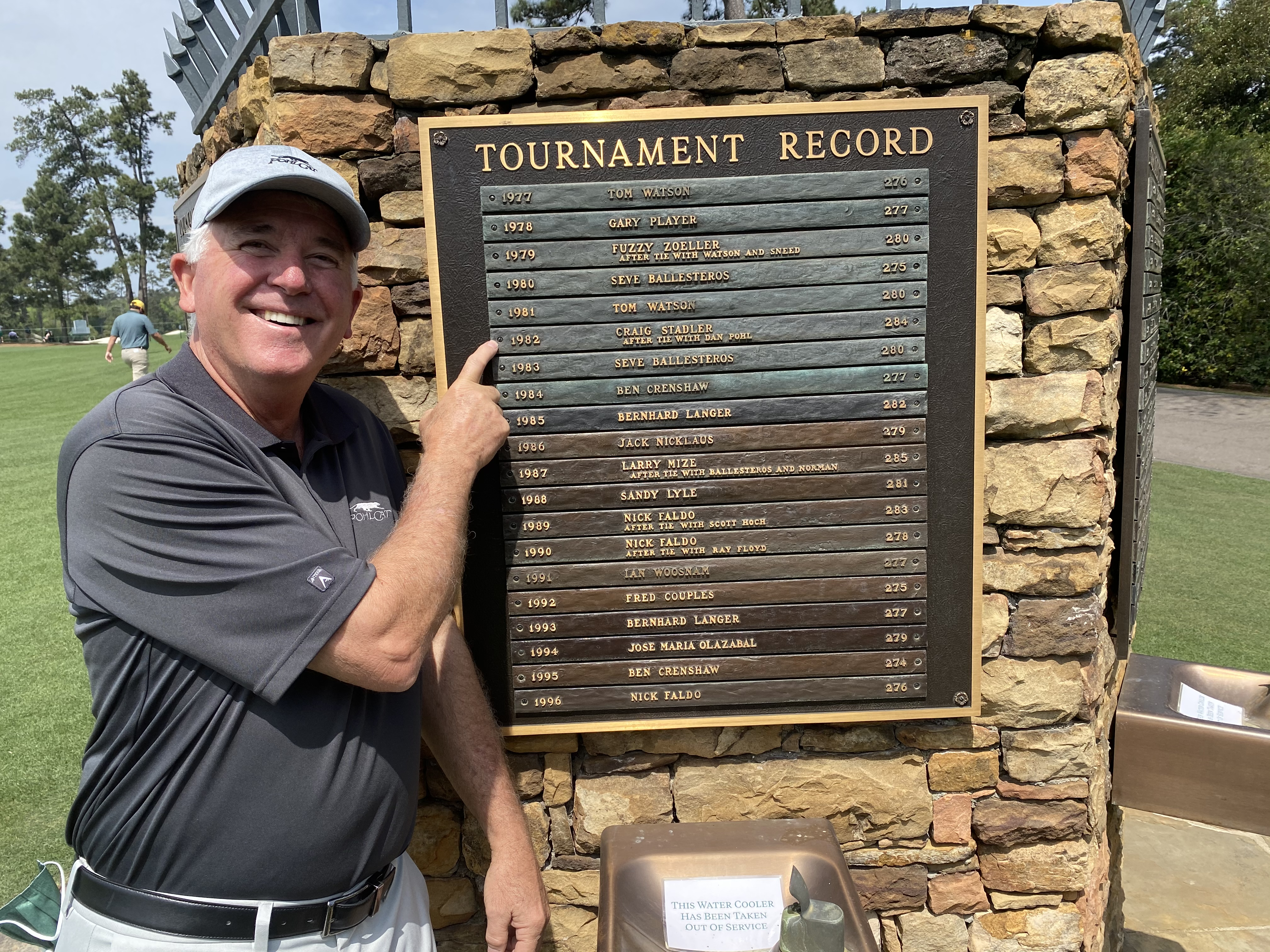
Dan Pohl, 2021

Danny Joe Pohl (* 1. April 1955) ist ein US-amerikanischer Profigolfer.
Pohl spielte zunächst Baseball und qualifizierte sich für die Major League. Später entschied er sich für Golf und spielte auf der PGA Tour und der Champions Tour, wo er mit einer kompakten Schlagtechnik auffiel, die einem Baseball-Schlag ähnelt. Bekannt wurde er, als er im Jahr 1982 den zweiten Platz beim Masters-Turnier belegte und in einem Playoff gegen Craig Stadler an Loch 10 verlor. Pohl qualifizierte sich zudem für den Ryder Cup 1987 als Vertreter des amerikanischen Teams.